# Murthlacum
Murthlacum (łac. Dioecesis Murthlacensis) – stolica historycznej diecezji w Szkocji, erygowanej w roku 1063, a zlikwidowanej około 1125. Współcześnie miejscowość Fortrose. Obecnie katolickie biskupstwo tytularne.

## Biskupi tytularni
| Lp. | Biskup               | Funkcja                                        | Od               | Do               |
| --- | -------------------- | ---------------------------------------------- | ---------------- | ---------------- |
| 1   | Thomas William Lyons | biskup pomocniczy Waszyngtonu (USA)            | 12 lipca 1974    | 25 marca 1988    |
| 2   | Edmond Carmody       | biskup pomocniczy San Antonio (USA)            | 8 listopada 1988 | 24 marca 1992    |
| 3   | Hilton Deakin        | biskup pomocniczy Melbourne (Australia)        | 30 grudnia 1992  | 28 września 2022 |
| 4   | Richard Walker       | biskup pomocniczy Birmingham (Wielka Brytania) | 25 kwietnia 2024 |                  |